# Deoclécio Dantas
Deoclécio Dantas Ferreira (Teresina, 4 de junho de 1938 – Teresina, 10 de agosto de 2015) foi um jornalista e político brasileiro que foi deputado estadual pelo Piauí e vice-prefeito de Teresina na segunda administração de Raimundo Wall Ferraz.

## Dados biográficos
Filho de José Félix Ferreira e Altair Parentes Ferreira. Contabilista formado na Escola Professor Felismino Weser, destacou-se como jornalista. Membro da Academia Piauiense de Letras do Instituto Histórico e Geográfico do Piauí, do Conselho Estadual de Cultura, da Campanha Nacional das Escolas da Comunidade e do Sindicato dos Jornalistas Profissionais do Estado do Piauí.
Assessor da Companhia Energética do Piauí durante anos, foi nomeado presidente da Companhia Editora do Piauí (COMEPI) em 1969 no governo Helvídio Nunes, manteve-se no cargo durante o governo João Clímaco d'Almeida, o primeiro governo Alberto Silva e no governo Dirceu Arcoverde. Ao deixar o cargo elegeu-se vereador de Teresina pela ARENA em 1976 e deputado estadual em 1978, ingressando a seguir no PP e depois no PMDB após a incorporação entre as legendas em 1981.
Reeleito deputado estadual em 1982, foi eleito vice-prefeito de Teresina em 1985 na chapa de Wall Ferraz, na primeira eleição direta para o comando da capital piauiense desde 1962. Grande opositor da coligação entre o seu partido e o PDS com vistas as eleições de 1986, liderou uma dissidência do PMDB e ingressou no PDT sendo escolhido candidato a vice-governador de Freitas Neto sem, contudo, lograr êxito. Disputou sua última eleição em 1988 como candidato a prefeito de Teresina, ficando em último lugar dentre os postulantes. Voltou ao jornalismo e mais tarde passou a assessorar o Tribunal de Contas do Estado do Piauí. Faleceu na capital piauiense.